# Scheffersomyces stipitis
Scheffersomyces stipitis är en svampart som först beskrevs av Pignal, och fick sitt nu gällande namn av Kurtzman & M. Suzuki 20 10. Scheffersomyces stipitis ingår i släktet Scheffersomyces och familjen Debaryomycetaceae.   Inga underarter finns listade i Catalogue of Life.